# Isabella Teotochi Albrizzi
Isabella Teotochi Marin Albrizzi, alla nascita Elisabetta Teotochi (in greco: Ελισάβετ Θεοτόκη) (Corfù, 16 giugno 1761 – Venezia, 27 settembre 1836), è stata una letterata, biografa e saggista italiana della Repubblica di Venezia di origine greca, amante delle arti e animatrice di un noto salotto letterario.

## Biografia

### Infanzia
Elisabetta (o Elisa) Teotochi, detta poi anche Bettina o Isabella nasce sull'isola di Corfù, allora possedimento greco della Serenissima Repubblica di Venezia, nel 1760, forse il 16 giugno.
Le poche notizie sulla sua adolescenza sono per lo più inquinate dall'aneddotica ottocentesca: Luigi Carrer, dopo aver descritto il carattere dei genitori («II padre, conte Antonio Teotochi, avea sortita dalla natura una tempera mite e soave, lasciava andare le cose alla china; ma la madre, la contessa Nicoletta Veja, era donna del più fermo volere, e tale che le cose dimestiche dal suo cenno onninamente pendeano»), narra ad esempio di uno scampato incidente con lo schioppo di uno dei suoi fratelli a causa del quale Elisa «fu presso a perdere uno per lo meno degli occhi tanto indi lodati».
Elisabetta, di madrelingua greca, ricevette nozioni di letteratura italiana e francese.

### Matrimonio con Carlo Antonio Marin
All'età di sedici anni, nel 1776, per volontà dei genitori sposò il Sopracomito di galea Carlo Antonio Marin, dal quale avrà, l'anno successivo, un figlio, Giovan Battista Marin, affettuosamente soprannominato Titta.
Quest'unione, destinata a concludersi burrascosamente alcuni anni più tardi, viene per lo più descritta dai biografi come "infelice".
Nel 1778 una nuova carica imponeva al Marin di far ritorno a Venezia, città che, pur oppressa dalla decadenza politica ed economica, ferveva di dibattiti culturali e scientifici.
La coppia si stabilì nella casa a San Benedetto dove abitavano, oltre al padre e agli zii, anche gli altri fratelli di Carlo Antonio. Inevitabili furono le difficoltà d'inserimento della giovanissima sposa greca dalla «folta e inanellata chioma, col vivo lampo negli occhi, colle ingenue grazie del volto rivelanti il candore dell'anima [...] vera bellezza greca, vero modello di Fidia». Ricordando questi anni difficili e incerti, la dama, ormai abile femme d'esprit, scriverà:
Dopo un soggiorno di due anni, dal 1778 al 1780, a Salò, dove Carlo Antonio era stato nominato Provveditore e Capitano, i coniugi Marin fanno nuovamente ritorno a Venezia. Vista l'insopportabile prospettiva di ritornare ad abitare assieme alla numerosa parentela del Marin, Bettina convince il marito ad affittare una casa in calle delle Balotte, dietro la Chiesa di San Salvador. Incomincia dunque una nuova fase nella vita della donna.

### Nascita del salotto
A un secolo e mezzo dalla nascita del primo salotto che si conosca, l'Hôtel de Rambouillet, nel 1607, diretto dalla marchesa Catherine de Vivonne de Rambouillet, era ormai diffusa anche nella laguna la moda d'oltralpe del salon. In accordo con le nuove e rivoluzionarie idee che ormai permeavano la società veneziana, veniva dato grande significato alle capacità intellettuali della persona, riconosciute come forte elemento ugualitario. Anche alla donna quindi, qualora dimostrasse di esser colta, veniva riconosciuto un ruolo intellettuale paritario.

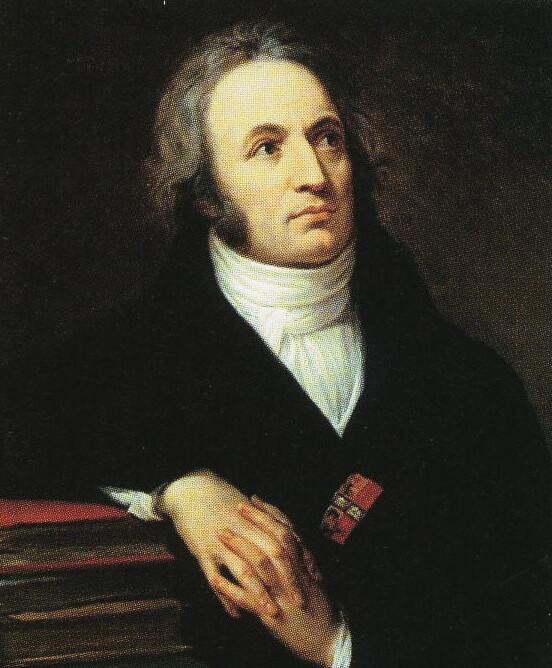
Andrea Appiani: Vincenzo Monti, 1809, Pinacoteca di Brera, Milano

Con l'ascesa del marito a più alte cariche, Isabella ha modo di affinare la propria cultura, spronata dal coniuge e dallo stesso ambiente che le si è creato intorno.
Lo «scelto crocchio», composto da alcuni habitué e di pochi ospiti occasionali, si ritrova più volte alla settimana nello stanzino di compagnia in calle delle Balotte e ben presto, da comparsa silenziosa, la dama diviene protagonista, in virtù di quell'attrayante malignité descritta da Denon nei propri carteggi.
Negli anni successivi, tra i frequentatori del salotto della Teotochi spiccarono Ugo Foscolo, Ippolito Pindemonte, Vincenzo Monti, Aurelio de' Giorgi Bertola, abate riminese, autore di liriche di ispirazione arcadica, Melchiorre Cesarotti, autore di una traduzione dell'Ossian, Anton Maria Lamberti, famoso per i suoi versi in dialetto veneziano, l'abate Francesco Franceschinis, rettore dell'Università di Padova, la salonnière veneziana Giustina Renier Michiel, Antonio Canova, il famoso teorico dell'arte Leopoldo Cicognara, i nobili Lauro e Angelo Querini, quest'ultimo senatore della Serenissima, sostenitore delle idee riformatrici di Scipione Maffei e proprietario di una splendida villa ad Altichiero, dove raccolse una grande quantità di reperti archeologici egizi, il patrizio padovano Costantino Zacco, i nobili Pesaro, Mocenigo, Dolfin, Tron, Stefano Arteaga, critico e autore de La Rivoluzione del teatro musicale italiano, lo storico e filologo corcirese Andrea Mustoxidi, Jean-Baptiste-Gaspard d'Ansse de Villoison, filologo francese impegnato in quegli anni nello studio dei manoscritti conservati alla Biblioteca Marciana, Dominique Vivant Denon, incisore e scrittore parigino futuro direttore del Louvre, la celebre Madame de Staël, Aubin-Louis Millin, Johann Wolfgang von Goethe, George Gordon Byron, Walter Scott, lo scozzese Sir William Hamilton, archeologo e vulcanologo, ambasciatore inglese a Napoli, il viaggiatore Michele Sorgo e altri ancora.
Sembra però che Carlo Antonio Marin, amante della vita in villa, non fosse troppo compiaciuto delle assemblee mondane; tale disprezzo si evince da una lettera in cui redige, ad uso privato della consorte, quasi un trattato sulla conversazione, criticando gli assidui frequentatori della sua stessa casa:

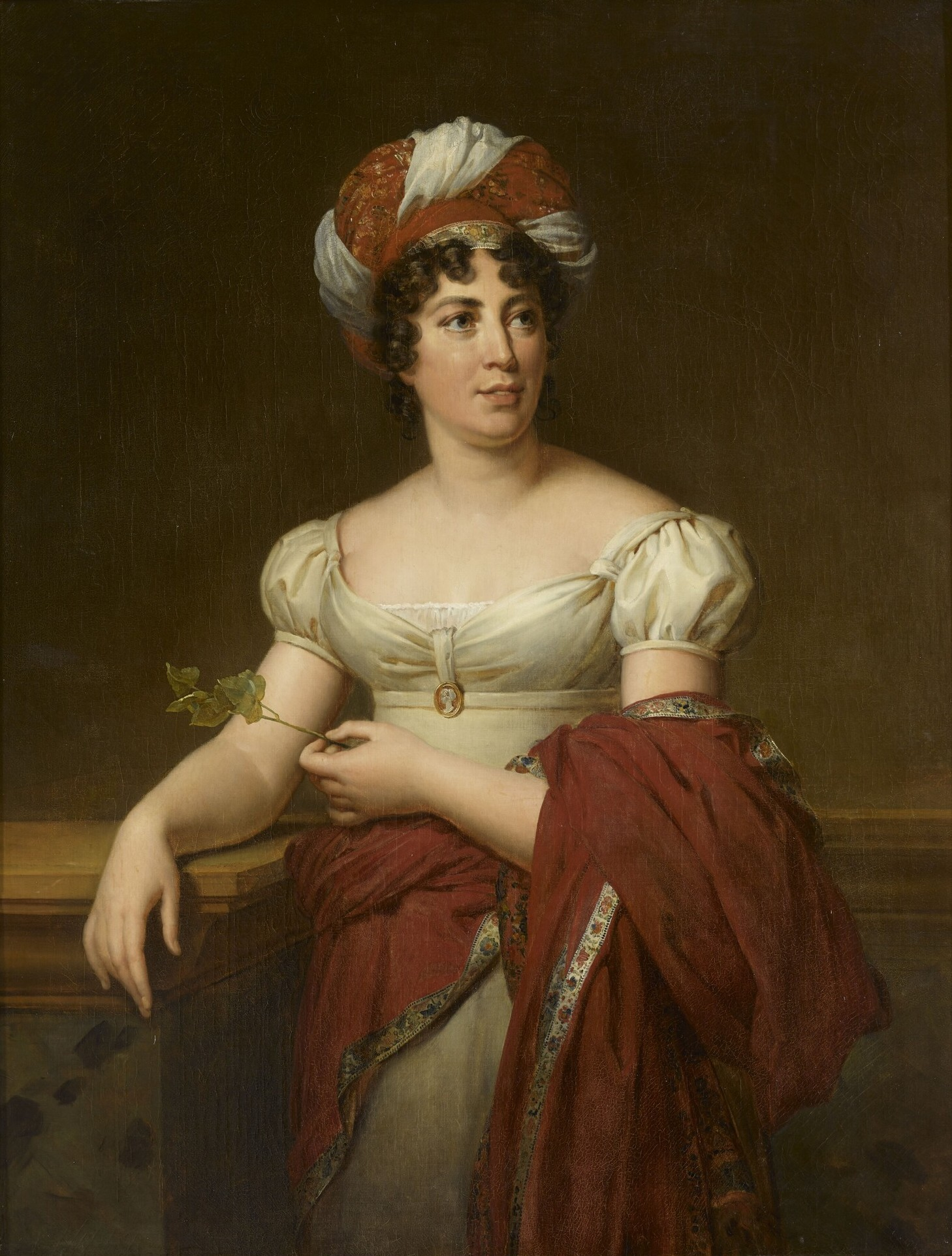
Madame de Staël

Elisabetta, disdegnando la "reggia" di Gardigiano, in realtà una rustica abitazione nella campagna veneziana, trascorre molto tempo a Venezia, affinando le proprie virtù, curando la bellezza, ampliando la cultura letteraria e apprendendo l'arte di colpire il debole delle persone e quella di assecondarle.

### Carattere e filosofia di vita
In questo periodo Elisa, com'era consuetudine per una dama di rango, dispone di un piccolo casino al ponte dei Bareteri, a pochi passi da Calle delle Balotte. È questa la destinazione che appare sulle lettere a lei indirizzate, almeno a partire dal 1785. Qui, finalmente in un salotto tutto suo, può calarsi nell'impegnativo ruolo della salonnière: mettere in risalto le personalità che la attorniano, le loro idee più che se stessa, dando modo a ciascuno di sentirsi protagonista; un'arte che troverà seguito anche nel fittissimo intreccio delle sue corrispondenze. Tanto maggior successo otteneva poi la Marin che univa alle grazie dell'intelletto quelle della persona e stringeva a sé i migliori ingegni dell'epoca con i sottili lacci delle segrete relazioni mondane.

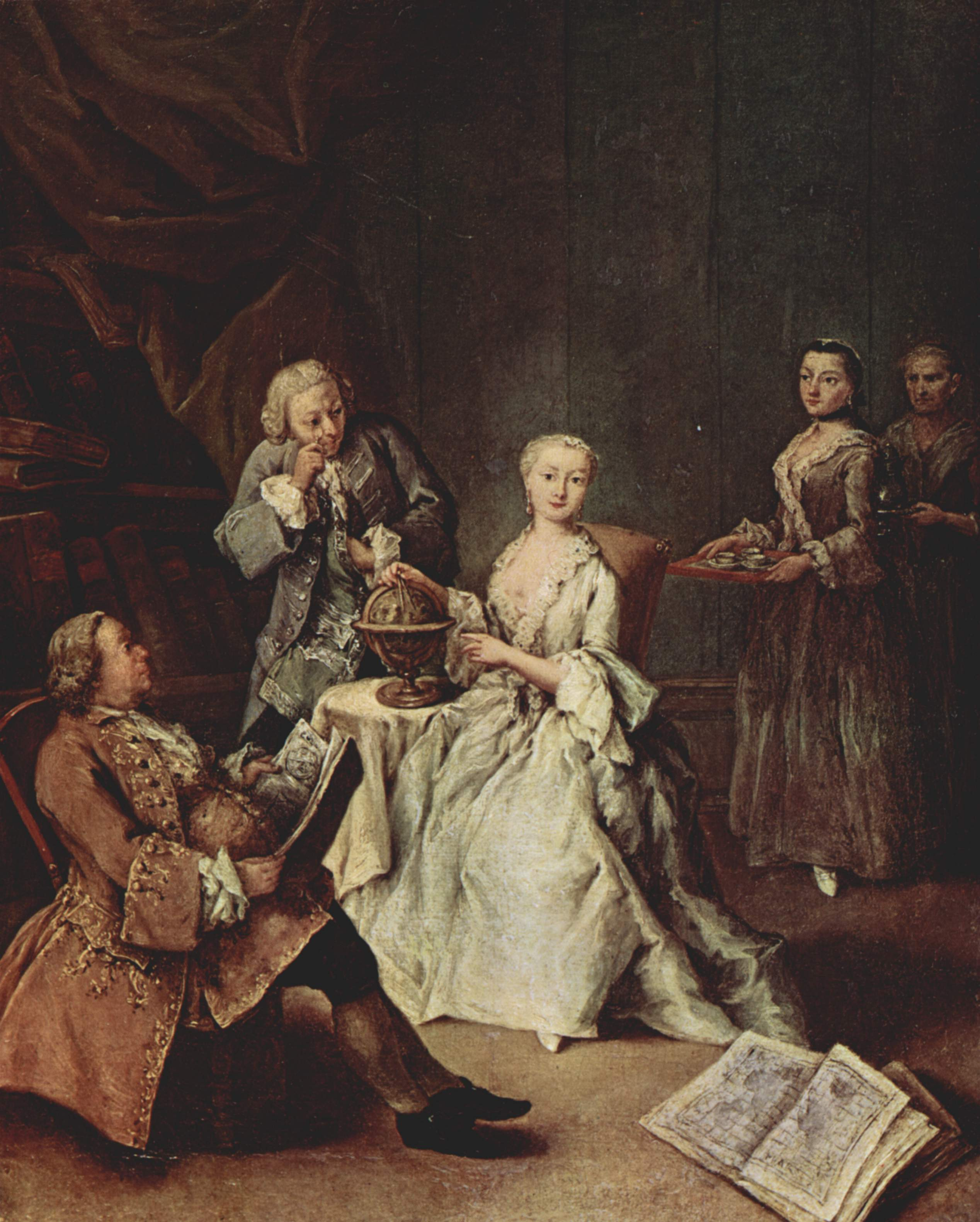
Pietro Longhi: La lezione di Geografia, 1752, Fondazione Querini Stampalia, Venezia

L'intrigante capacità della dama di parlare per fini allusioni, calibrate per chi possa intenderle, e nel tempo stesso prive di carica polemica per chi, invece, non sia in grado di apprezzarle, è rilevata da Stefano Arteaga nei termini di "acuta e maligna delicatezza".
Per condurre la conversazione nel salotto le era poi necessario avere conoscenze generali ma puntuali di storia, scienze, arte, medicina, e saper dare ad ognuno la risposta appropriata. Scrive infatti Antonio Meneghelli: «chi eseguisce un'aria affidato agli orecchi, è malfermo cantore; ed ella volea conoscere per principii quanto raccoglieva dagli altri, per principii il molto che da' suoi studii traeva».
L'essere al centro dell'attenzione, in modo discreto, da padrona di casa, proponendo di volta in volta l'argomento di discussione e gestendo con garbo e superiorità la conversazione, impone alla dama di dominare il suo temperamento "passionale e maschio". Elisabetta continua però allo stesso tempo a vivere le «belle passioni» e a cogliere appieno le gioie della vita, secondo convinzioni che troviamo enunciate nelle sue lettere:
Alla filosofia di Bettina aderisce anche il conte Tomaetto Mocenigo Soranzo, il quale, scrivendole in proposito, esprime così la propria opinione:
(.)
Compaiono in questo periodo anche le prime accattivanti ambiguità nell'intento celebrativo, ora a favore dell'ingegno, ora dell'avvenenza. Michele Sorgo scrive infatti:
(.)

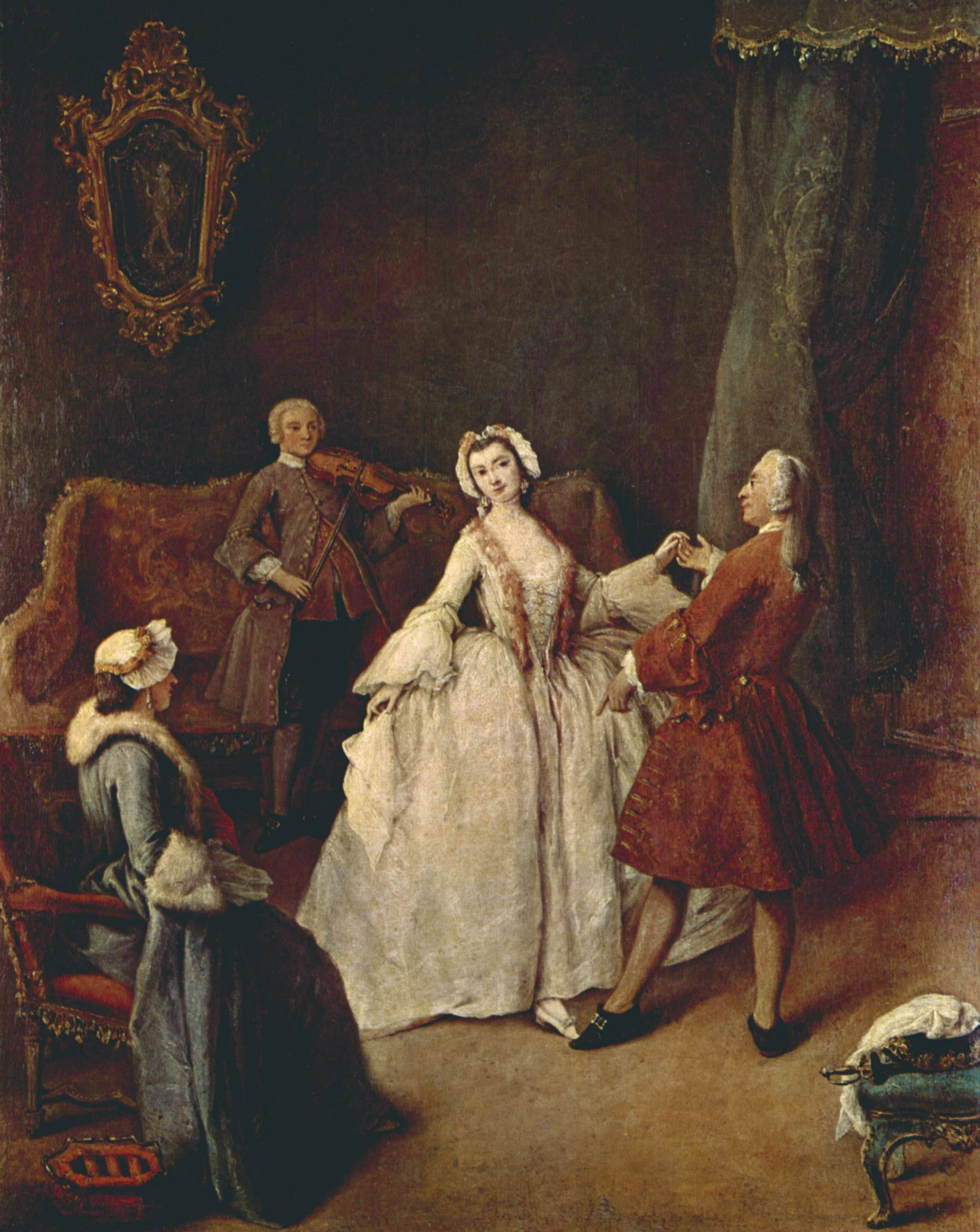
Pietro Longhi: La lezione di danza, c. 1741

Stefano Arteaga evidenzia invece le sue debolezze:
Sono invece di segno opposto le parole che la Marin indirizza a Vivant Denon, suo cicisbeo tra il 1788 e il 1793, durante un periodo in cui la laguna, ritiratasi, aveva trasformato i canali in strade di limo profondissimo, turbando così le abitudini galanti dei due:
Al di sotto dell'apparente ed ostentata imperturbabilità e del "genio filosofico", in Elisa sembra dunque muoversi una mai sopita ansia di attività che, come nota Antonio Meneghelli, traspare dagli "occhi scintillanti" del ritratto di Élisabeth Vigée Le Brun.

### Abitudini letterarie

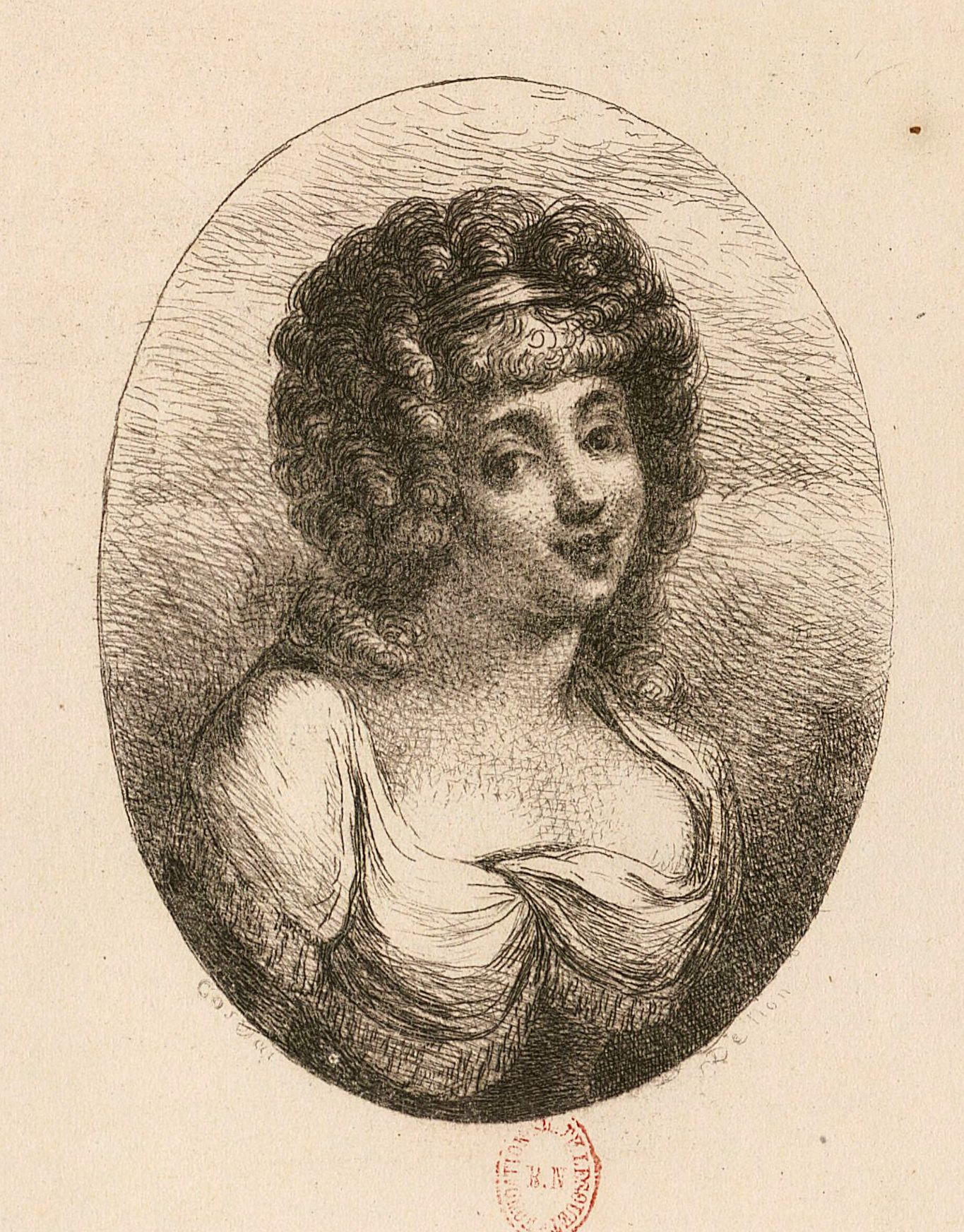
Disegno di Denon raffigurante Isabella Teotochi Albrizzi

"Insolente", resistente a ogni imposizione, agli esordi della sua lunga carriera di salonnière la contessa si mostrava assai poco incline a cedere alle opinioni altrui. Anche nello scegliere gli studi e le letture, in questi primi anni, più che da una rigorosa disciplina, Bettina sembrava guidata dal proprio intuito e dal proprio gusto.
Attenta all'influenza della letteratura francese, adottò per lo più nella corrispondenza la lingua transalpina, motivando la scelta in maniera originale:
(Biblioteca Comunale di Verona, Carteggi Albrizzi, b. 199. fasc. Manoscritti Vari, quad. di 29 cc. legate, Allorché per vedere [...], cc. 11v-12r, cfr. Giorgetti, p. 101.)
Il Meneghelli descrive nella sua biografia le abitudini di Elisa:
(A. Meneghelli, Notizie biografiche di Isabella Albrizzi nata Teotochi)
Specifica inoltre come questo "vivere a sé" fosse anche per consiglio di Ippolito Pindemonte.
Poi continua:
(A. Meneghelli, Notizie biografiche di Isabella Albrizzi nata Teotochi)

### Primi tentativi letterari e artistici
"Letterata per contatto di Letterati", Isabella dà prova di continui tentativi poetici che a volte mostra agli ospiti delle proprie stanze, quasi a perpetuare la moda arcadica che, nonostante le suggestioni preromantiche, è molto forte nella dama. Suscita in tal modo la preoccupazione di Ippolito Pindemonte, vigile controllore delle fortune della giovane:

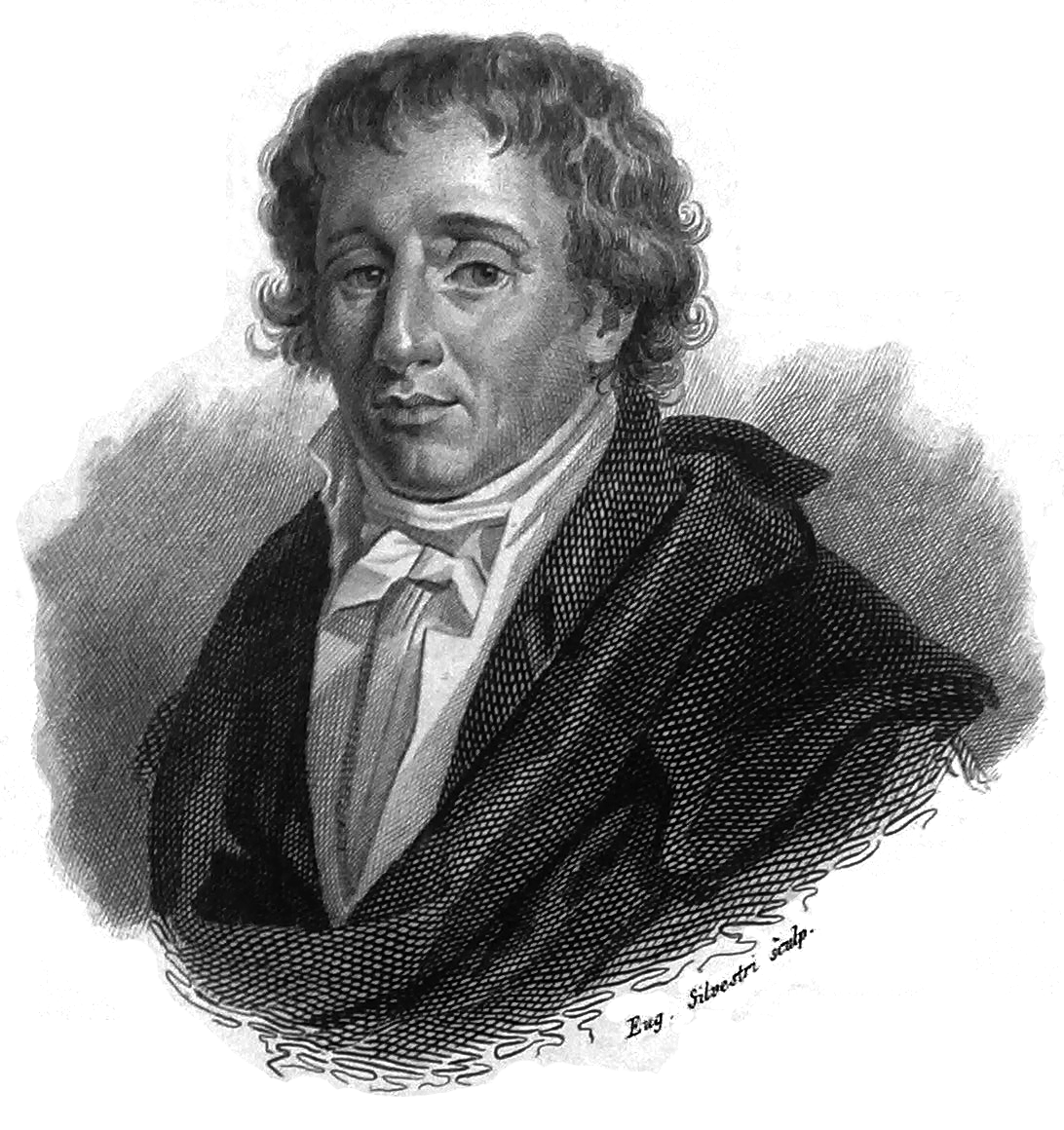
Ippolito Pindemonte, incisione di Eugenio Silvestri

Nelle lettere come nei versi la dama è spesso influenzata dal destinatario, ora Pindemonte ora Bertòla. Nello scrivere a quest'ultimo, nota Cinzia Giorgetti, la marcata differenza rispetto alla abituale scrittura epistolare evidenzia quanto vi sia di consapevolmente ricercato nelle lettere all'abate, per le quali utilizza "un'inconsueta fraseologia e modulazione di sentimento". Tale adeguamento, più che un'esigenza tattica di piacere al destinatario, pare "una prima forma di comprensione del modello, preludio di una più acuta espressione critica".
Isabella in questo periodo trascorre molto del suo tempo a leggere e a stendere i primi abbozzi dei famosi Ritratti, facilitata dalla sua cultura e dalle conversazioni del salotto, attraverso le quali diviene maestra nel conoscere l'animo degli uomini. Nelle allusioni di Pindemonte ai caratteri degli ospiti del salon è possibile intravedere come nella Teotochi si sia delineato l'interesse alla descrizione di tipi ed atteggiamenti:
Contemporaneo al delinearsi dell'interesse per lo schizzo psicologico è l'abbandono dell'incerta sperimentazione lirica:
(.)
Al di là degli influssi provenienti in parte dall'interesse per la letteratura francese, in parte dalle natie ascendenze corciresi, la prosa di Isabella è però maculata di evidenti imperfezioni, anche dialettali:
(.)
Le licenze grafiche e grammaticali sono d'altronde le stesse del padre, il conte Antonio Teotochi. La parziale mancanza di padronanza espressiva ed il processo di adeguamento che Isabella affronta si rilevano nelle note lessicali e linguistiche che ella appone, fino ad età matura, qua e là nei suoi quaderni, precisazioni quali "Galeato vale elmato" o "spegazzo in italiano si dice sgorbio-sgorbj".

### Allontanamento di Denon e partenza di Marin
Proprio in questo periodo, in tempi nei quali lo splendore e lo sfarzo nascondevano i germi del decadimento e la paura per i moti francesi irrigidiva anche i mondani costumi lagunari, Isabella era all'apice della celebrità: Marco Aurelio Soranzo scriverà nel 1791 un Ritratto di Isabella, mentre l'anno dopo verrà pubblicata, per volontà del conte Zacco, una silloge in onore della dama, L'originale e il ritratto, con testi di Denon, Bertòla, Giovanni ed Ippolito Pindemonte, Franzoia, Cesarotti, Pagani-Cesa, Zaramellino, Sibiliato, Lamberti e Mollo.

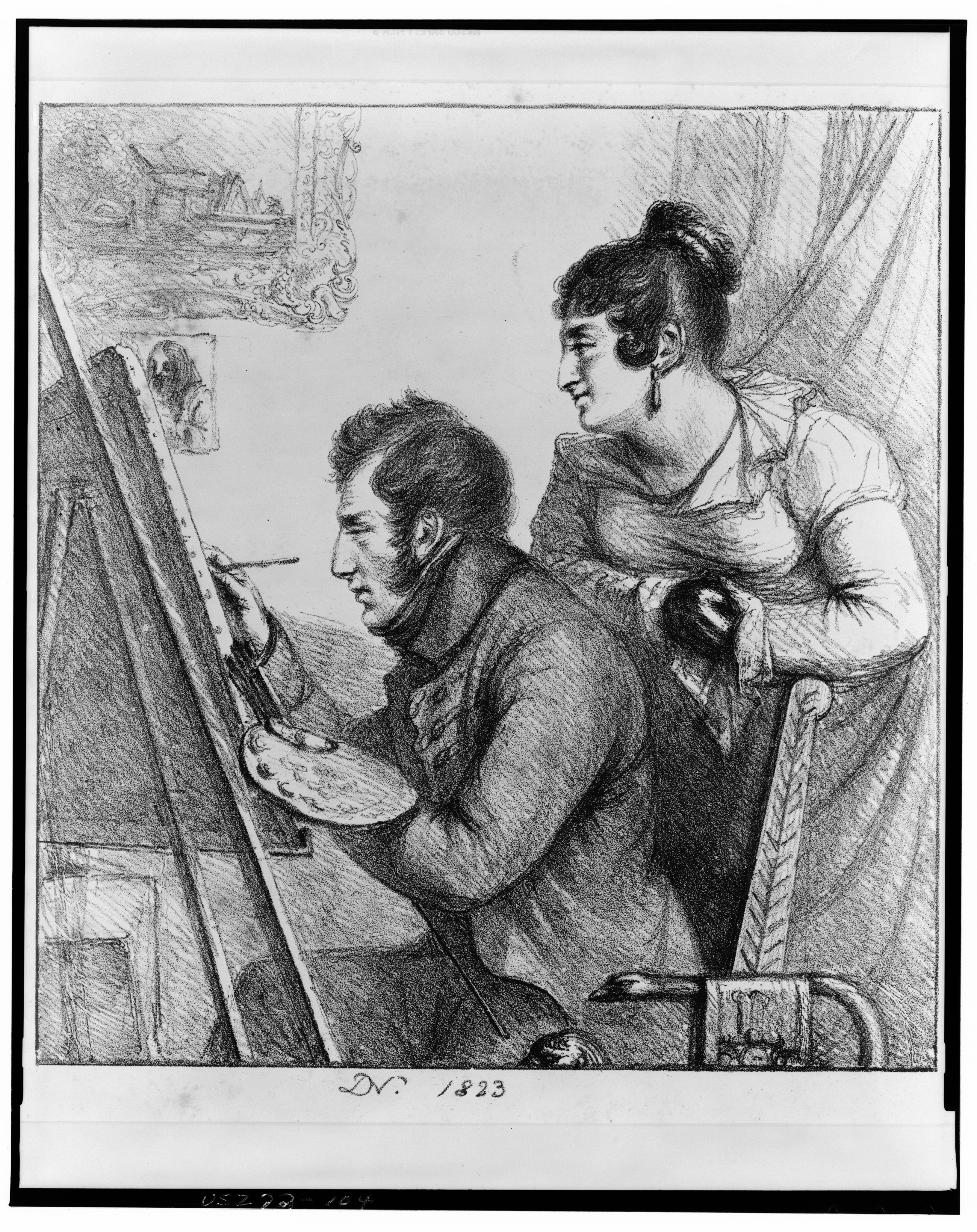
Vivant Denon in un autoritratto del 1823

A turbare la vita di Isabella, al punto da farla dimagrire vistosamente, è un'informativa inviata a Vivant Denon, sospettato di spionaggio, nella quale si legge:
Lo si accusa di aver procurato degli incontri tra l'abate Zannini, già precettore d'Isabella, e d'Henin, ex-direttore del dipartimento degli Affari Stranieri francese e futuro ministro di Francia a Venezia nel periodo rivoluzionario, di aver costituito un club giacobino nelle stanze di Isabella, di aver impiantato traffici illeciti di vino e di ricavarne alti guadagni.
L'incisore partirà definitivamente da Venezia il 15 luglio 1793, ma il rapporto epistolare tra i due continuerà per molto tempo.
Per Isabella si prospetta inoltre un lungo allontanamento da Venezia: Carlo Antonio ha infatti ottenuto nel giugno 1793 l'alto incarico di Provveditore nelle isole di Cefalonia e Itaca. La dama oppone un netto rifiuto a questa eventualità, rifiuto motivato, sostiene, dalla necessità di rimanere a Venezia per poter seguire il figlio nel compimento dei suoi studi.
Invece, il Marin i primi di settembre, ritirato Giovan Battista Marin dal Collegio del Seminario vescovile di Treviso, decide di portarlo con sé nel lungo viaggio in carrozza da Venezia a Otranto, da dove si sarebbero imbarcati per la Grecia. Dopo aver percorso la penisola, fermandosi nelle maggiori città e facendo apprezzare a "Titta" le bellezze archeologiche di Napoli e Roma, Carlo Antonio arriva, verso la fine di ottobre, a Cefalonia. Da qui scrive all'amico Rocco Sardi, suo amministratore:
Isabella scrive intanto al padre Antonio chiedendogli di raggiungerla a Venezia, sperando così di mettere a tacere le malelingue: egli vi giungerà alla fine di ottobre.
Nel frattempo, ospite presso la villa dell'Inquisitore di Stato Giovanni Battista VI Albrizzi, conosce Angela Veronese, in Arcadia Aglaia Anassilide, che più tardi racconterà con toni entusiastici l'incontro avvenuto all'ombra dei viali di villa Albrizzi:
Il favore ch'io domando
io ti prego non negar:
questo fior ti raccomando
sul tuo seno di posar.
La Dama gentilmente lo aggradì; anzi aggradì l'uno e l'altro. Mi regalò sul momento le bellissime canzoni del Savioli, che mi resero estatica di ammirazione.»

### Annullamento del matrimonio
Nell'aprile del 1794 Isabella decide di sciogliere definitivamente i vincoli con il marito.
In maggio presenta all'arcivescovo di Corfù un memoriale che annuncia ufficialmente la sua richiesta e viene fissata, per il mese di luglio, la data di presentazione dell'istanza di annullamento.
L'apertura della causa di annullamento da Carlo Antonio Marin non sembra turbare la consuetudine delle riunioni serali, ed anzi, proprio in questo periodo, le stanze di Isabella inglobano la porzione più attiva della cultura veneta di fine Settecento.
Nella primavera del 1795 l'incarico di provveditore sta ormai terminando e il Marin si prepara a tornare a Venezia, dove potrà difendere con più forza i propri diritti. È proprio in questo periodo che sale la tensione tra Isabella e Carlo Antonio, che fino a quel momento aveva continuato a sperare e a inviare doni, come olio e rosolio, alla consorte.
Ottenuto da Corfù un primo verdetto negativo all'annullamento, Isabella non rinuncia ai propri propositi: forte dell'aiuto, anche economico, dell'influente inquisitore Albrizzi e grazie alla mediazione di Pietro Pesaro, ambasciatore della Serenissima Repubblica a Roma, Isabella ottiene l'interessamento del pontefice. Per intercessione di Pio VI, il vescovo di Belluno Sebastiano Alcaini riceve infatti l'incarico di rivedere il processo di annullamento del matrimonio.
Il 6 luglio 1795 arriva finalmente da Belluno risposta positiva all'annullamento.
Isabella decide dunque di abbandonare le stanze in Calle delle Balotte e di trasferirsi negli angusti locali del suo casino. È in questo periodo che Isabella si apre all'amore per un ragazzo che ha la metà dei suoi anni, il diciassettenne Niccolò Ugo Foscolo.

### L'amore iniziatico: Ugo Foscolo
Il giovane, dalla "solcata fronte, il crin fulvo, le emute guance e l'ardito aspetto, sobrio, umano, leal, prodigo, schietto", nato nel possedimento veneziano greco di Zante nel 1778, è in quel tempo confinato a vivere in povertà in campo de le gate con la madre Diamantina Spathis e la sorella Rubina. Nel salotto di Isabella era sbocciato prestissimo in lui un caldo sentimento verso l'esperta, affascinante compatriota.
Non era un uomo facile, anzi "d'indole bizzarra, tetra, selvaggia, ma uno sguardo, un sorriso d'Isabella lo rendeva amabile, dolce, faceto". Ottenuto l'annullamento, la dama accoglie il giovane nel suo appartamento.
Si è discusso a lungo, soprattutto durante il XIX secolo, sull'interpretazione di un frammento dell'incompiuto romanzo autobiografico, Sesto tomo dell'io, nel quale una "celeste Temira" inizia il giovane poeta all'amore:
(Ugo Foscolo, Sesto tomo dell'io)
Per primo Ippolito Pindemonte, forse ricordando lo pseudonimo arcadico (Temira Parraside) della famosa salottiera livornese Fortunata Sulgher, aveva attribuito a Isabella il soprannome di "saggia Temira" e già ne Il tempio di Cnido di Montesquieu una Temira sacerdotessa di Venere induceva all'amore.
«Temira era dunque Isabella? Manca ogni rigore di certezza storica, ci si deve fermare alle supposizioni».
In questo periodo Isabella, non potendo contare che sulle esigue rendite del padre e sui prestiti degli amici, in particolare di Iseppo Albrizzi, è costretta a sospendere le riunioni nel suo famoso salotto:

### Nuovo matrimonio
Antonio Meneghelli, nella sua opera biografica, sottolinea fermamente che:
(A. Meneghelli, Notizie biografiche di Isabella Albrizzi nata Teotochi)
La decisione è comunque per lo meno prefigurata già tre mesi dopo la conferma dell'annullamento, il 10 ottobre 1795, quando Isabella informa Denon dell'intenzione di unirsi al conte Albrizzi. Denon, nel frattempo sempre più impegnato a dirigere la politica culturale di Napoleone e a radunare le migliori opere d'arte di Francia, le risponderà da Parigi:
Aggiunge infatti Meneghelli che "...l'Albrizzi vedea a malincuore non lontana la morte del padre di lei, molto inoltrato negli anni, e quindi vicino il momento in cui sola, e a prezzo di una dote non pingue, avrebbe dovuto condurre la vita. Trovava perciò necessario un punto di appoggio".
Il matrimonio venne celebrato in segreto il 28 marzo 1796: "...per istendere un velo sulla cosa, per far lacere que'molti che troppo si occupano de' fatti altrui" e probabilmente per allontanarla dai dissapori nati tra i fratelli a causa dell'unione, "...l'Albrizzi s'avvisò di far imprendere alla dolce compagna un viaggio".

### Grand Tour
"Preceduta dalla fama, scortata da molte e molte lettere" Isabella parte da Venezia in aprile, accompagnata dal precettore Sebastiano Salimbeni e dal padre, per un classico grand tour.
Visita dapprima Bologna, Firenze, Pisa, città nelle quali la dama si concentra soprattutto nella visita di gallerie e musei. Durante il tour scrive diari di viaggio ispirandosi a modelli quali ad esempio Johann Wolfgang von Goethe, da lei ospitato nel maggio del 1790.

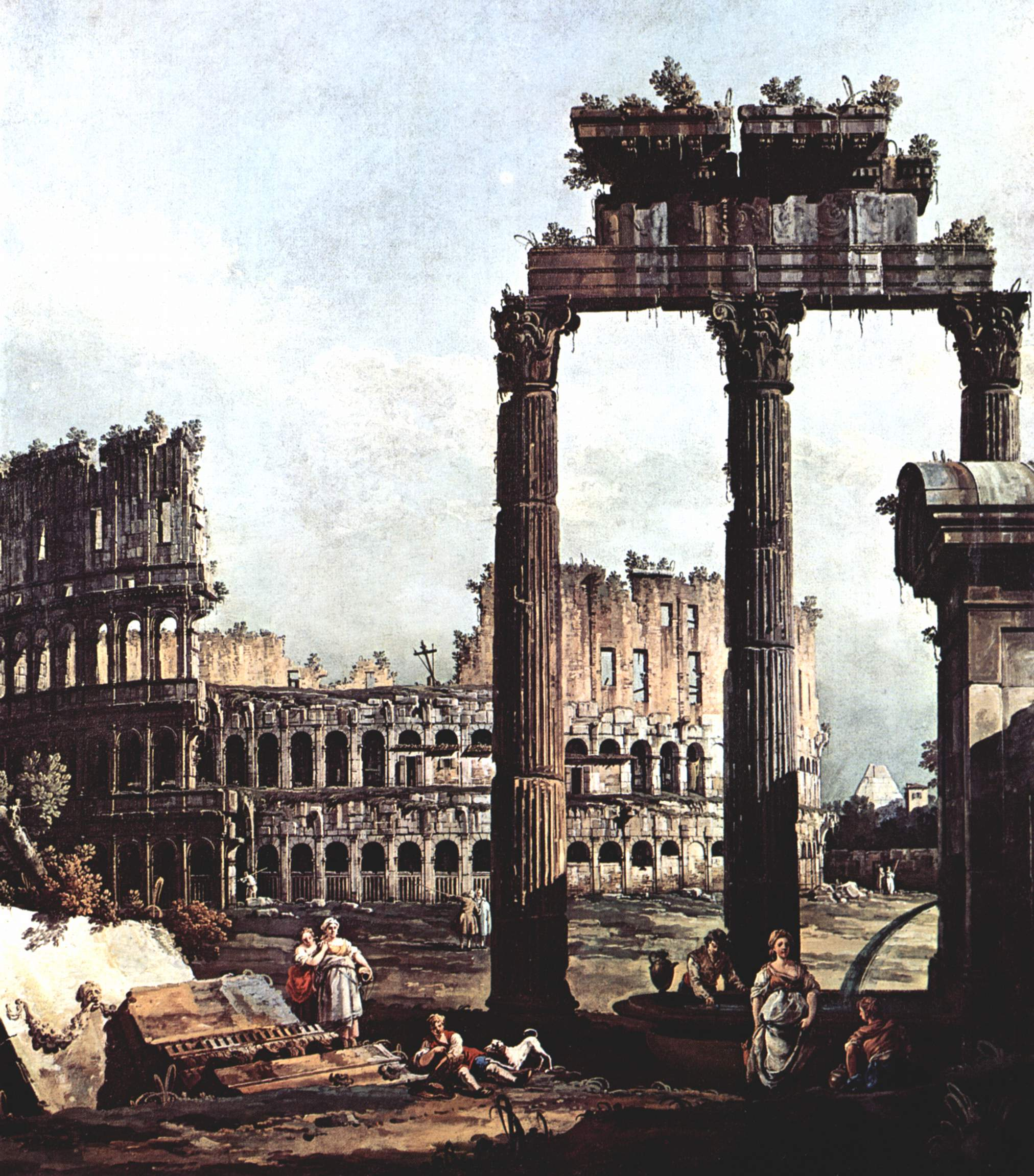
Canaletto: Il Colosseo

Isabella rimane particolarmente affascinata dalla capitale toscana, dove arriva il 27 aprile e vi si trattiene più del previsto: ricevuta a corte il primo maggio, non riesce invece a incontrare Vittorio Alfieri e la contessa d'Albany. Solo grazie ad una lettera di presentazione di Melchiorre Cesarotti vedrà poco dopo l'Alfieri.
In maggio arriva a Roma, città che in seguito definirà «il più bel sogno della mia vita». Entra in contatto con «molti maestri nello studio dell'erudizione e nel retto giudicare dei lavori d'arte», tra cui l'ambasciatore veneto Pietro Pesaro, Daniele Francesconi, futuro bibliotecario all'università di Padova, il critico teatrale Stefano Arteaga e l'archeologo Ennio Quirino Visconti, direttore del Museo Pio-Clementino.
Accompagnata da Pesaro e Visconti visita lo studio di Antonio Canova, a Roma dal 1781, in via del Babuino e ha modo di ammirare villa Adriana a Tivoli. Nonostante l'asprezza del percorso e l'esperienza inconsueta per una dama di aprirsi la strada tra le macerie, Isabella si fa calare con le corde all'interno degli ampi ambienti scoperti nel '500 presso la Basilica di Santa Prassede e allora non ancora identificati con la Domus Aurea.
Scriverà in proposito:
Isabella è però tormentata dai timori:

### Tramonto della Serenissima: la vita in villa e il salotto
Il primo giugno 1796 le truppe francesi entrano in Verona: per la prima volta, dopo tre secoli di tranquillità, un esercito straniero turbava le campagne della Serenissima Repubblica di San Marco.
Pressata da queste drammatiche notizie Isabella interrompe il proprio grand tour italiano per recarsi precipitosamente a Venezia. Pochi giorni dopo il suo rientro, i coniugi Albrizzi si trasferiscono in campagna.
Villa Albrizzi, costruita attorno al 1670, pochi anni dopo l'iscrizione della famiglia nel Libro d'Oro della Nobiltà, sorge lungo il Terraglio, l'ampia strada che collega Mestre a Treviso, all'altezza di San Trovaso. È affiancata da due eleganti barchesse progettate dall'architetto palladiano Andrea Pagnossin verso il 1710. La barchessa sud fu decorata nel corso del settecento con un ampio ciclo mitologico che doveva illustrare agli ospiti la gloria degli Albrizzi, il loro amore per la pittura, l'architettura, la scultura e la musica, oltre che per la caccia e l'agone fisico: la sala centrale è infatti decorata con la Corsa con le bighe, il Lancio del disco, il Pugilato e la Lotta libera. Un ciclo di affreschi dedicati ai giochi non era consueto nelle ville venete e stupì piacevolmente Goethe.
In villa la vita trascorre serena: in una delle due barchesse Isabella fa erigere un teatrino dove recita, insieme all'amico Louis-François Benoiston de Châteauneuf, le migliori tragedie di Voltaire.

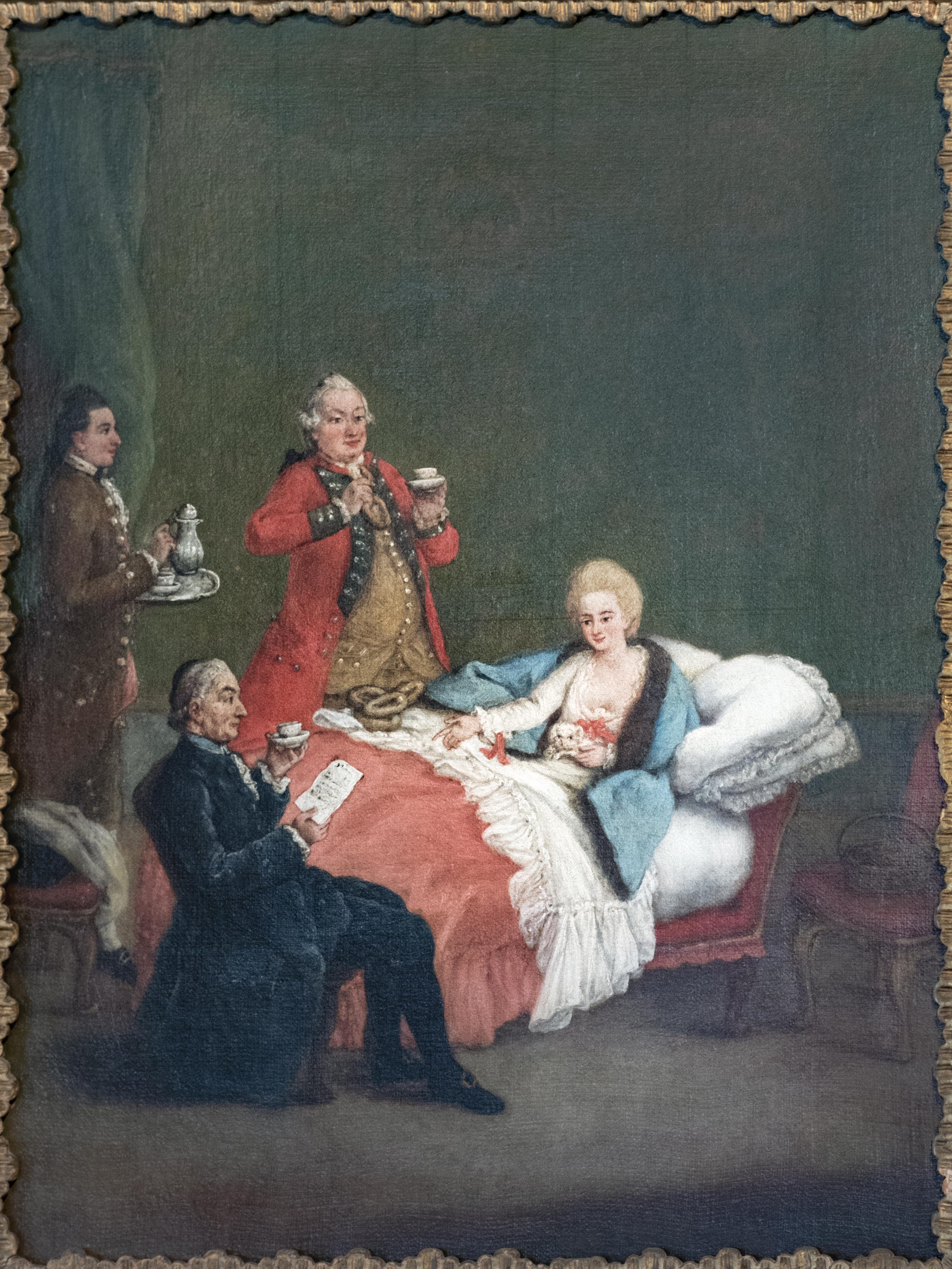
Pietro Longhi: Il risveglio mattutino o la cioccolata del mattino

In ottobre giunge ospite in villa anche Foscolo. Dopo pochi mesi però, forse proprio a causa del matrimonio di Isabella, recide in modo netto, per anni, ogni occasione di contatto con lei. Poco tempo dopo avrebbe iniziato la stesura delle Ultime lettere di Jacopo Ortis e quasi certamente, risultando vistosa la componente autobiografica, Isabella influì nella sofferta e impetuosa composizione del romanzo.
In particolare sembra puntuale riferimento all'amata la lettera datata Padova, 11 dicembre:
(Ugo Foscolo, Ultime lettere di Jacopo Ortis)
Jacopo Ortis racconta poi di essere andato a trovare la dama per recarle «un certo libro di cui ella mi richiese»:
(Ugo Foscolo, Ultime lettere di Jacopo Ortis, p. 37)
Nella Venezia inebriata dall'ultimo, effimero Carnevale, Isabella, potendo contare su maggiori disponibilità finanziarie, riapre il proprio salotto, ormai tra i più illustri d'Italia, tra calle Cicogna e calle lunga di San Moisé, presso la corte di Ca' Michieli.
Lord Byron, frequentatore del salotto di Isabella durante i suoi soggiorni lagunari, trarrà da queste riunioni mondane dettagliate conoscenze sulle vicende e sulle abitudini dei salotti veneziani trasponendole in seguito nel poema satirico Beppo, a Venetian story.

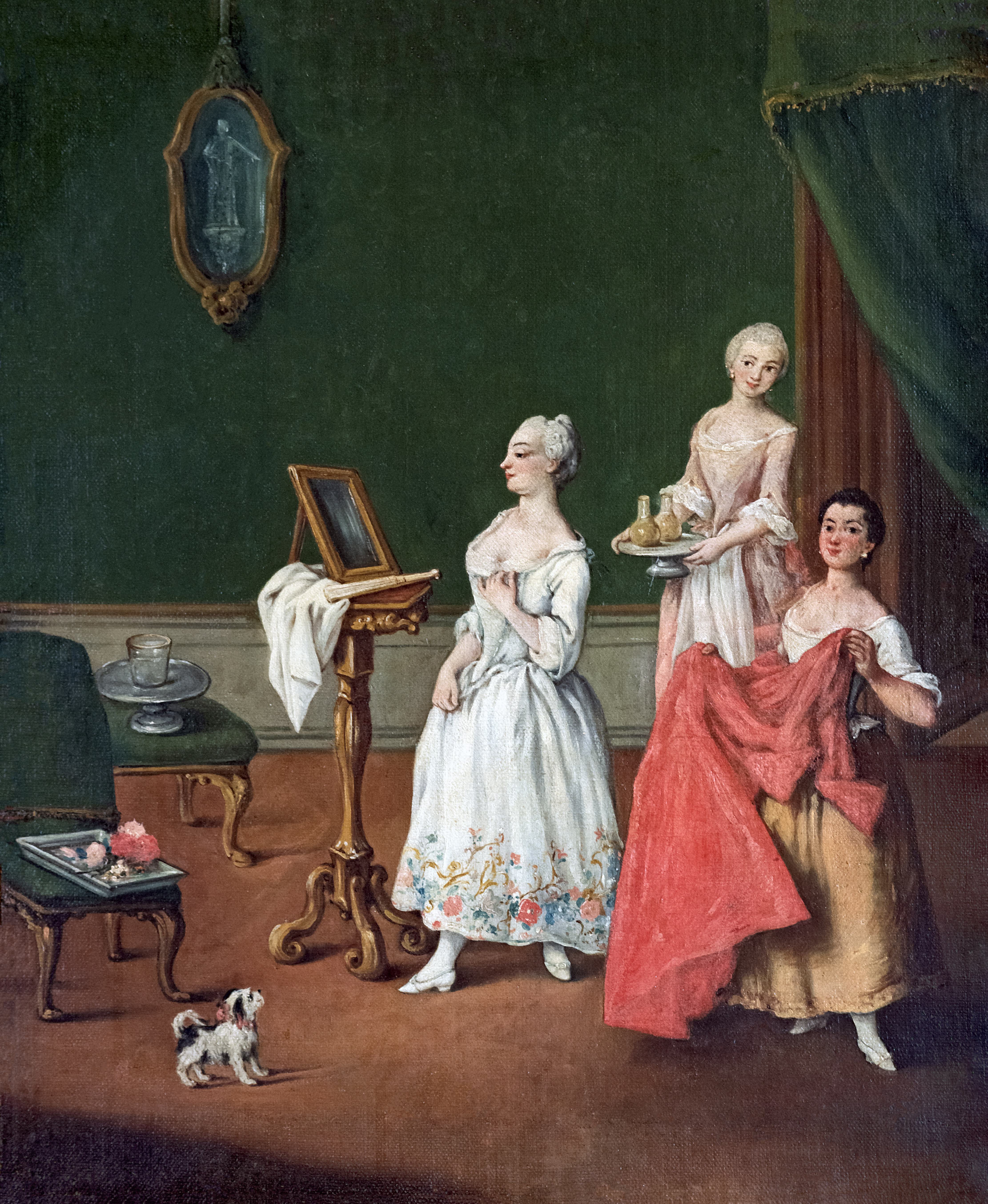
Pietro Longhi: La toilette mattutina

La fine della Repubblica è prossima: il 16 maggio 1797, dopo l'abdicazione del Maggior Consiglio, le truppe francesi sfilano in piazza San Marco.
Anche se amica di molti sostenitori delle idee rivoluzionarie e di uomini legati al governo della Repubblica Francese, e apertamente incline alla cultura d'oltralpe, Isabella guardava nel più profondo silenzio gli avvenimenti. Ha infatti più fiducia nell'assolutismo illuminato che non nella rivoluzione francese. «E fu a prezzo di quel nobile e avveduto silenzio, che libera continuava a conversare co'suoi».
Ma a soli trenta chilometri dalla capitale, la vita in villa trascorre serena.
È proprio qui che Isabella, impegnata nella stesura dei Ritratti, riapre il proprio salotto, recita opere francesi, organizza balli e cavalcate lungo gli ombrosi viali.
Grazie all'interessamento di Denon i possedimenti di Iseppo rimangono intatti anche dopo il passaggio sotto l'Austria. Diversamente avverrà per molte altre famiglie di spicco come i Bragadin, i Labia, i Giustinian, i Pisani Santo Stefano, i Marin e i Tiepolo.

### Secondo viaggio
Dopo la firma del Trattato di Campoformio la situazione a Venezia sembra essersi stabilizzata: non avendo nulla da temere dal nuovo governo asburgico, Iseppo e Isabella decidono nell'estate 1798 d'intraprendere un nuovo viaggio lungo la penisola.

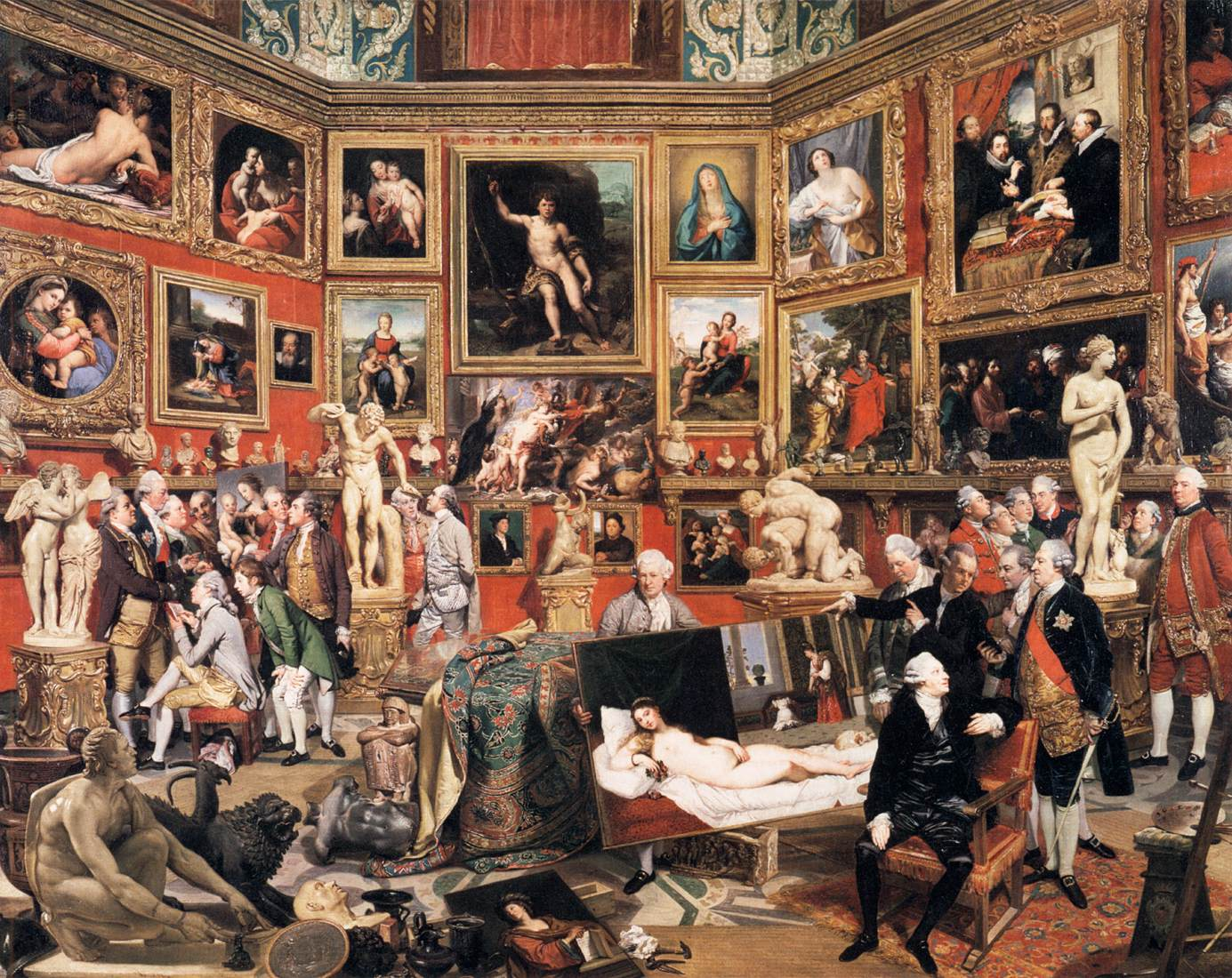
Johann Zoffany: Tribuna degli Uffizi

Giunta a Firenze, Isabella s'immerge nell'arte e nella storia: le frenetiche visite dimostrano come il breve soggiorno di due anni prima non fosse riuscito ad appagare la sua curiosità. La dama rimane particolarmente incantata dal Gabinetto Fisico e dalla Galleria degli Uffizi.
È proprio nella capitale toscana che Isabella prende spunto, da un'occasione di salotto, per la prima prova letteraria ufficiale, la Risposta della Signora Isabella Teotochi Albrizzi all'Abate Stefano Arteaga. Nel giugno del 1799 le Lettere dovevano già circolare ampiamente: il giudizio di Isabella travalicava ormai l'ambito del salotto.
Le vicende politiche resero impossibile proseguire il viaggio verso Roma: già nel febbraio 1798 l'esercito napoleonico era entrato in Roma e vi aveva favorito l'instaurazione di una Repubblica. Di lì a pochi mesi sarebbe stata la volta del regno di Napoli.
Il 4 ottobre 1798 i coniugi Albrizzi ripartono alla volta di Venezia; vi arrivano alla fine del mese.

### Maturità
È durante l'inverno di quell'anno che Isabella rimane incinta di Iseppo Albrizzi: gli amici la vedranno, splendida della sua bellezza materna, come la dea Cerere:
Giovanni Battista Giuseppe nasce il 26 agosto 1799 a Padova nel palazzo Albrizzi nella Parrocchia di San Lorenzo. Affettuosamente amato dagli amici di casa Albrizzi, è soprannominato da Foscolo "Pippi". L'anno successivo il "nobile putello" sarà il primo, a Venezia, a essere sottoposto alla vaccinazione antivaiolo.

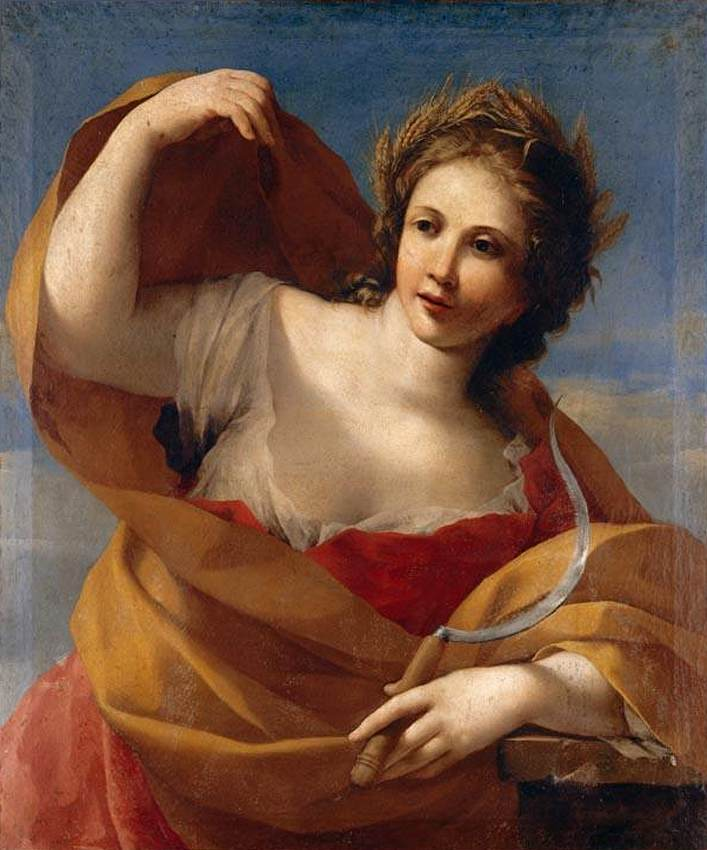
Giovanni Francesco Romanelli: Cerere, 1660

Intanto Isabella continua a dar vita al suo splendido salotto.
Troviamo infatti in questi anni tra gli ospiti di Isabella il principe Oscar, futuro re di Svezia, il principe Hohenzollern, Carlo Luigi di Borbone duca di Lucca, il principe ereditario di Baviera, Johann Simon Karl Morgenstern, professore di letteratura greca e bibliotecario all'Università di Tartu, Johan David Åkerblad, antiquario e poliglotta svedese, lo storico dalmata Vincenzo Drago, il marchese di Maisonfort, intimo di Luigi XVIII di Francia, e il barone d'Hancarville, elegante avventuriero, detto il Casanova delle conversazioni.
È in questo periodo che l'amicizia tra Isabella e il conte Tommaso Mocenigo Soranzo, risalente alla prima fase del salotto in Calle delle Balotte, si evolve in un rapporto d'amore. Alla «saggia Isabella» pindemontiana, alla Circe sensuale, aristocratica, che emerge dal Sesto tomo dell'io e dall'Ortis e all'assennata consigliera dell'epistolario, si oppone un'ulteriore persona della Teotochi, depurata da ogni trasfigurazione letteraria, «una donna intelligente e acuta, gelosa e collerica, talora dimentica dei dettami di prudenza e accortezza».
Le intime frequentazioni tra Isabella e Soranzo non sfuggono a Ippolito Pindemonte il quale, scrivendo all'amico Zacco, se ne rammarica profondamente: «D'Isabella non parlo. Ringrazio l'acido vegetale che fa bene al bambino, ma non quegli affari, che non vorrei facesser del male a suo padre» Rintraccia in Tomaetto la causa per cui Isabella è attaccata alla sua Venezia "come un'ostrica [...] dell'Arsenale".
Nel salotto di Isabella avviene la discussione tra Pindemonte e Foscolo sull'editto di Saint Cloud emesso da Napoleone: Foscolo, soldato napoleonico seppur critico, si dichiara d'accordo, poi cambia idea e realizza il carme Dei sepolcri.

### La morte dell'Albrizzi e i rapporti con Soranzo
Nell'estate del 1810 Iseppo Albrizzi si ammala e la famiglia incomincia a trovarsi in ristrettezze economiche. È Soranzo a intervenire in soccorso dell'amata:
Il rapporto tra i due è sempre più intimo, si avvia verso un ménage quasi familiare. Isabella è comunque sposata all'Albrizzi e dunque, almeno in apparenza, la forma va salvata.
Nel 1812 Iseppo Albrizzi, da tempo malato, si spegne. Pochi mesi dopo anche il conte Antonio Teotochi, ospite da alcuni anni a palazzo Albrizzi, muore a Padova. "Bettina" è di nuovo sola, libera, ma senza alcun appoggio: le preoccupazioni per l'avvenire del figlio la assillano in questo periodo in maniera pressante:
Sembra accertato che in questo periodo Isabella dovette contare su Tomaetto Mocenigo Soranzo, «tutore di fatto se non di nome di Pippi», il quale aveva posto le proprie finanze a disposizione della famiglia dell'amica già da prima del decesso dell'Albrizzi. Anche se non vi è cenno nelle lettere dell'intenzione di nuove nozze, un provvedimento del governo impediva comunque ogni progetto, prevedendo la perdita dei titoli nobiliari per ogni vedova che si risposasse.

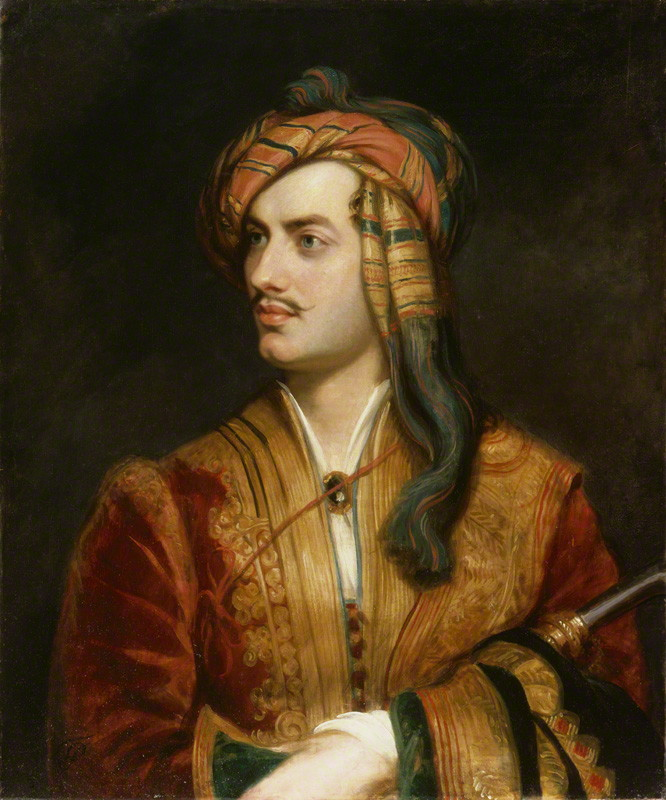
Thomas Phillips: Lord Byron in Albanian dress

Isabella passa sempre meno tempo nell'amata villa sul Terraglio, direttrice troppo spesso percorsa delle truppe, e si rifugia nel palazzo di Padova. Manifesta nel frattempo a Denon il desiderio di raggiungerlo a Parigi.
Nel 1814 Tomaetto, divenuto Ciambellano dell'Impero, si trova però in difficoltà economiche. Scrive allora ad Isabella:
Nella primavera del 1817 Isabella riceve la visita del poeta William Stewart Rose, autore, tra l'altro, di una traduzione dell'Orlando Furioso, e rivede Lord Byron, che la definirà come la "Staël veneziana".

### Viaggio a Parigi
Nel maggio 1817 l'Albrizzi decide di intraprendere il lungo viaggio per Parigi. A spingerla è il desiderio di visitare la capitale della cultura e dell'eleganza, di vedere con i propri occhi l'immensa collezione raccolta al Louvre, ma anche far conoscere una realtà diversa al figlio e rivedere un vecchio amico.
Isabella trascorre cinque mesi nella capitale francese, alloggiata all'Hotel des deux Sicilie in Rue Richelieu «la strada da attraversare per essere nel cuore del Louvre, venticinque passi da fare per essere alle Tulieries, a trecento passi per la Commedia Francese».
«L'istante in cui rivide gli amici fu il più delizioso della sua vita, l'aspetto di Parigi un vero prodigio a'suoi occhi.» Non riesce però a rendere omaggio a Madame de Staël, «già conosciuta e trattata a Venezia colla maggiore ospitalità; la nobildonna infatti al suo arrivo stava per mettere l'estremo respiro». Stringe invece amicizia con Madame de Genlis, già amante del Duca di Chartres, amica di Jean-Jacques Rousseau e di Talleyrand, il biologo Georges Cuvier, Alexander von Humboldt, esploratore, biologo e botanico tedesco, l'insigne grecista Adamantios Korais e François-Joseph Talma, attore che rivoluzionò il teatro francese.
A Parigi Isabella incontra anche Ennio Quirino Visconti. Il Carrer riporta che il nobiluomo, rivedendola dopo molto tempo, le disse: «Contessa, ella non cangia mai come le statue che eccellentemente descrive».

### Declino e morte
La fama continua a far accorrere al salotto della contessa numerose personalità. Nel 1821 riceve la visita del visconte François-René de Chateaubriand, considerato il fondatore del Romanticismo letterario francese, il conte polacco Franz Anton von Kolowrat-Liebsteinsky, il duca di Ragusa Auguste Marmont, il poeta Luigi Carrer, il critico d'arte e giornalista Tommaso Locatelli.

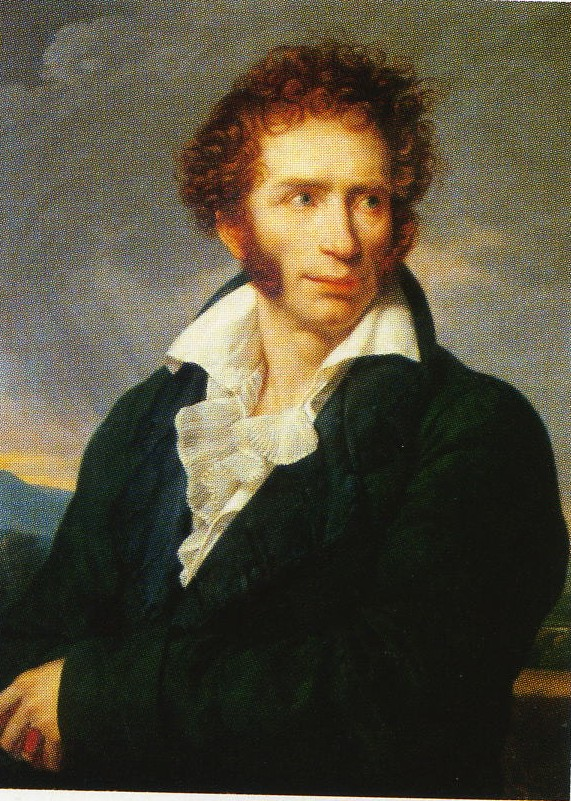
Ugo Foscolo, di François-Xavier Fabre, 1813

Da luglio a settembre si reca a Firenze e Pisa. Da questo momento, infatti, la vita della dama è costellata da brevi viaggi, come quello a Verona, dove nell'autunno del 1822 si festeggia la presenza dei reali d'Austria.
Continua inoltre ad intrattenere una fitta corrispondenza con Foscolo, al quale non manca sollecitudine e premura neppure nell'illustre miseria di Edward Square Kensington":
(Ad Ugo Foscolo (9 dicembre 1824).)
È questa l'epoca in cui la dama redige il testamento: assieme ai figli Giovan Battista Marin e Giuseppino Albrizzi, l'Albrizzi nomina erede «l'ottimo e costante amico Conte Tomá Mocenigo Soranzo». Già da tempo gli accenti della passione tra i due erano stati sostituiti da più pacate dimostrazioni d'amicizia. Nel 1827 Soranzo sposerà, ormai sessagenario, Rachele Londonio. La «saggia Isabella» tempera ancora una volta i propri ardori, proseguendo gli scambi epistolari. L'amicizia si ricrea e le nozze di Tomaetto non sembrano essere altro che una breve parentesi nelle abitudini di entrambi; con ritrovata signorilità e distacco ella invia «saluti e rispetti alla famiglia Soranzo e signora».
Altre amarezze attendono però Isabella: nel 1827 muore Foscolo, l'anno successivo Pindemonte.
Nel 1829 Giacomo Leopardi, comprendendo la Contessa all'interno della lista di autrici italiane degne di menzione, le tributa un indubbio riconoscimento.
Walter Scott è, nel 1832, tra gli ultimi grandi personaggi a onorare Isabella.
Nel giugno 1835 inizia per l'Albrizzi un triste declino fisico e morale. Scrive a Vincenzo Drago:
Alla chiusura non più procrastinabile del salotto farà seguito la visita dell'Arciduchessa Elisabetta d'Austria, giunta appositamente a Venezia per rendere onore all'Albrizzi poco prima della morte, avvenuta il 27 settembre 1836.
La chiesetta delle Grazie, situata nei pressi di villa Albrizzi, ha accolto i resti della contessa.

## Opere

### Risposta della Signora Isabella Teotochi Albrizzi all'Abate Stefano Arteaga
Il Meneghelli ha così ricostruito nella sua opera biografica la nascita della Lettera sulla Mirra dell'Abate Arteaga e della Risposta della Contessa:
(A. Meneghelli, Notizie biografiche di Isabella Albrizzi nata Teotochi)
A credere alle parole dell'Arteaga, l'occasione fu invece con insistenza provocata dai replicati comandi dell'Albrizzi.
La struttura risente dell'originaria discussione: "smontando punto per punto le accuse, le serrate interrogative retoriche di Isabella intessono il filo di una logica a tratti incalzante. Anche se la preoccupazione moralistica è presente, Isabella difende la Mirra soprattutto dalle obiezioni culturali e letterarie".
Nel giugno del 1799 le Lettere dovevano già circolare ampiamente: il giudizio dell'Albrizzi travalicava ormai l'ambito del salotto.

### Ritratti
Dopo la Risposta della Signora Isabella Teotochi Albrizzi all'Abate Stefano Arteaga del 1798,
la seconda opera di Isabella Teotochi Albrizzi è una raccolta di brevi descrizioni fisiche e morali dei più illustri amici che frequentavano il suo salotto, i Ritratti.

### Opere di scultura e di plastica di Antonio Canova
Se una descrizione di Canova compare nei Ritratti nell'edizione Bettoni del 1808, la prima formulazione del progetto per un'opera di più ampio respiro risale presumibilmente, come si deduce dalla bibliografia dei manoscritti pubblicata da Giorgetti, già a prima del 1794. In quell'anno Vivant Denon scrive infatti a Isabella:
(I. Teotochi Albrizzi, Opere..., a cura di M. Pastore Stocchi e G. Venturi, cit. p. 11.)
L'opera maggiore della "colta dama", le Opere di scultura e di plastica di Antonio Canova, vede dunque la luce nel 1809, edita prima a Venezia, poi a Firenze. Grato, il Canova la ringrazierà alcuni anni più tardi regalandole un busto di Elena.

### Vita di Vittoria Colonna
Nel 1812 Isabella Teotochi Albrizzi riceve una gratificante commissione: l'editore Niccolò Bettoni le chiede di scrivere una Vita di Vittoria Colonna da inserire nella collana Vite e ritratti di donne illustri che verrà edita in Padova nel 1815.

### Ritratto di Giustina Renier Michiel
Nel 1833 la scrittrice affronta un nuovo cimento, il Ritratto di Giustina Renier Michiel, scrittrice e salonniére morta l'anno precedente.